# Vadászati jog
A vadászati jog
a) a vad, valamint élőhelyének védelmével, és
b) a vadgazdálkodással kapcsolatos, továbbá
c) a vadászterületen szabadon élő vadnak az arra jogosult által történő elejtésére, elfogására,
d) a hullatott agancs, valamint a vadászható szárnyas vad tojásának gyűjtésére, továbbá az elhullott vad tetemének e törvény szerinti elsajátítására való kötelezettségek és jogosultságok összessége.

## Története Magyarországon
A vadászati jog egyfelől az a jogosítvány, melynél fogva valakit a vadászás gyakorlása, meghatározott területen vagy általában véve bárhol megillet; másfelől pedig a vadászatra vonatkozó szabályok összessége.
A vadászatról szóló 1883 : XX. t. c. szerint a vadászati jog a földtulajdonnak elválaszthatatlan tartozéka; a földtulajdonos saját földbirtokán csak akkor gyakorolhatja, ha földje egy tagban vagy összefüggésben álló részekben legalább 200 kataszteri hold, ha ennél kisebb ugyan, de kertileg művelik, kerítéssel vagy árkolattal el van zárva, belső telket, szőlőt vagy állandó szigetet alkot. Az egy tagban legalább 50 k. holdas földbirtokok tulajdonosai összefüggésben levő földjeikre nézve a vadászati jog gyakorlására egyesülhetnek, ha az egyesített terület 200 hold. Ezeken az eseteken kívül bérbe kell adni a jogot legalább 6 év tartamára. A vadászati jog gyakorlását a vadászati tilalmak korlátozzák.

## Hatályos szabályai
A vadászati jog – mint vagyonértékű jog – a földtulajdonjog elválaszthatatlan részeként a vadászterületnek minősülő terület tulajdonosát illeti meg. Amennyiben vízfelület is része a vadászterületnek, úgy a vadászati jog is a meder tulajdonjogának elválaszthatatlan részének számít.
Ha a vadászterület kizárólag egy személy – ideértve a Magyar Államot is – tulajdonában van, úgy e személyt a vadászati jog önállóan illeti meg (önálló vadászati jog). Ha a vadászterület több személy – ideértve a Magyar Államot is – tulajdonában van, úgy a vadászati jog a vadászterület tulajdonosait közösen illeti meg (társult vadászati jog).
Társult vadászati jog esetében a vadászterület tulajdonosainak egymás közti jogviszonyára a polgári törvénykönyv (Ptk.) közös tulajdonra vonatkozó rendelkezéseit a vadászati törvényben foglalt eltérésekkel kell alkalmazni.
A vadászati jog gyakorlásával, hasznosításával kapcsolatos kötelezettségeket és jogokat az erdőgazdálkodásra, a halgazdálkodásra, a természetvédelemre, a vízgazdálkodásra, az állatvédelemre, az állategészségügyre, az állattenyésztésre, a termőföld-hasznosításra, valamint a növényvédelemre vonatkozó külön jogszabályok rendelkezéseivel összhangban kell alkalmazni.